# Szumilino
Szumilino (biał. Шуміліна, ros. Шумилино) – osiedle typu miejskiego na Białorusi, stolica rejonu szumilińskiego obwodu witebskiego, ok. 40 km od Witebska; 7,5 tys. mieszkańców (2010).
Znajduje tu się stacja kolejowa Szumilino, położona na linii Witebsk – Połock.

## Historia
Podczas okupacji hitlerowskiej, w sierpniu 1941 roku Niemcy utworzyli getto dla żydowskich mieszkańców. Przebywało w nim około 400 osób. 19 listopada 1941 roku Niemcy zlikwidowali getto, a Żydów zamordowali. 

## Parafia Kościoła rzymskokatolickiego
Szumilino jest siedzibą parafii Matki Bożej Fatimskiej i św. Jozafata Kuncewicza, leżącą w dekanacie witebskim diecezji witebskiej. Na kościół parafialny zaadaptowano popadający w ruinę, niedokończony budynek centrum kultury, którego budowy zaprzestano po rozpadzie ZSRR. Świątynię ustanowiono diecezjalnym sanktuarium Matki Bożej Fatimskiej.

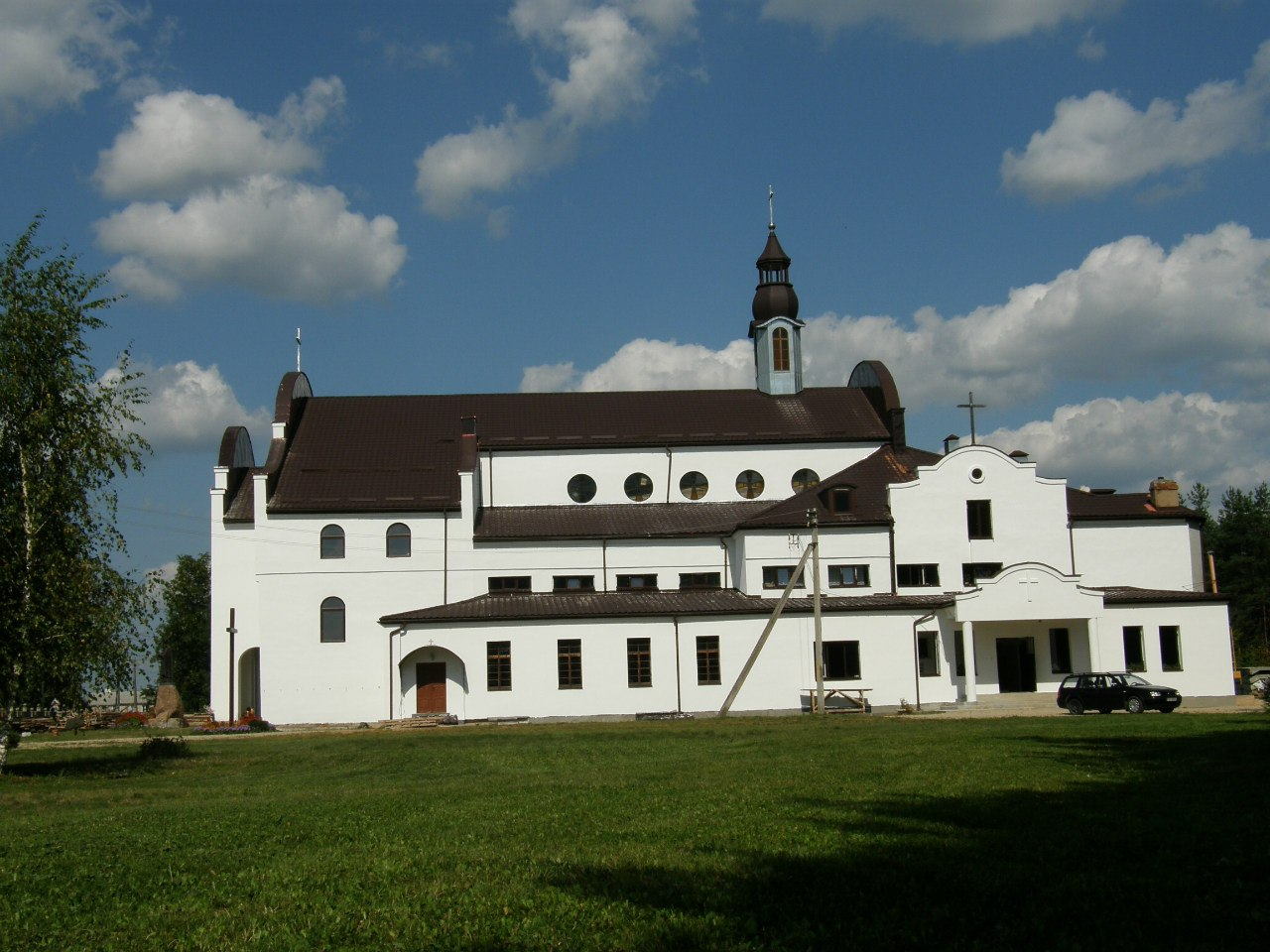
Kościół Matki Bożej Fatimskiej